# Тунджа
Вижте пояснителната страница за други значения на Тунджа.
Тунджа (в древността Тонзос, Тонзус) е река в Южна България, области Пловдив, Стара Загора, Сливен, Ямбол и Хасково и Турция, вилает Одрин. Дължината ѝ е 390 km, от които 349,5 km на българска територия, която ѝ отрежда 3-то място сред реките на България, след Дунав и Искър. Река Тунджа е най-големият приток на Марица.

## Географска характеристика

### Извор, течение, устие
Река Тунджа води началото си от 2083 m н.в. под името Селска река, на 250 m южно от връх Юрушка грамада (2136 m) в Калоферска планина на Стара планина. До град Калофер тече в южна посока в дълбоко врязана долина със стръмни склонове и с голям надлъжен наклон. Напречният ѝ профил е с ширина на дъното на долината около 50 – 60 m. Коритото е каменисто-чакълесто. Скоростта на водното ѝ течение е голямо – 1,5 – 2 m/s.
В Калофер реката завива на изток и при гара Калофер навлиза от запад в Казанлъшкото поле, като долината ѝ се разширява и при село Александрово достига до 3 – 4 km, след което се стеснява до 1 km. Напречният ѝ профил е трапецовиден със стръмни десни склонове, тъй като в този си участък Тунджа тече по-близо до северните склонове на Сърнена Средна гора. Прави слаби меандри, коритото ѝ е широко до 20 – 25 m, дъното е от едър пясък и дребен чакъл, дълбочина около 0,7 m, скорост на течението 1 – 1,5 m/s и надлъжен наклон около 1,5‰.

Между селата Виден и Бузовград долината на Тунджа значително се стеснява, като в района на село Копринка достига до няколко десетки метра и неслучайно там е изградена стената на язовир „Копринка“, след което отново се разширява до около 1 km. В този участък коритото е широко около 28 – 30 m, скоростта на течението е 1 m/s, а дъното е застлано с пясък, едър и дребен чакъл. 
След Бузовград долината на реката става много широка, като на места достига до 5 – 7 km. Напречният профил се запазва трапецовиден и този си характер запазва до град Николаево, където навлиза в Межденишкия пролом. В този описан участък реката прави силно извити меандри, особено в района между селата Ягода и Зимница, на места се разделя на ръкави, а средният наклон е около 1,5‰.
В Межденишкия пролом (между рида Межденик на север и Сърнена Средна гора на юг, дълъг около 45 km) напречният профил на долината на Тунджа значително се стеснява, на места до 60 – 100 m, където в най-тясната част е изградена язовирната стена на язовир „Жребчево“. След язовира и две малки долинни разширения до 500 – 800 m, реката прави силно извити меандри, а средният наклон в този участък е 1,7‰.
При село Бинкос Тунджа излиза от пролома и навлиза в Сливенското поле, в което протича около 70 km. Долината ѝ става широка към 2 – 3 km, а надлъжният ѝ наклон пада до 1,0‰. Тук меандрите се увеличават, появяват се разклонения, ръкави и старици (изоставени речни корита). В източната част на Сливенското поле долината ѝ достига, а на места и надминава 7 km.
Югоизточно от село Желю войвода реката завива на юг и запазва тази си генерална посока до устието. Преди град Ямбол Тунджа минава през къс и широк пролом, приема отляво най-големия си приток – река Мочурица и в града от нея вдясно се отделя голям ръкав. След Ямбол реката навлиза в Ямболското поле. Долината ѝ тук е много широка, 10-25-40 km, неясно изразена с най-много меандри по цялото си течение. В района на село Коневец Тунджа проломява тесния и нисък рид Балаар кайряк и навлиза в продълговатото Елховско поле. Ширината на речното корито в този участък е до 40 – 50 m със средна дълбочина 1 – 1,5 m. Бреговете са ниски, полегати, обрасли с върбалак. Дъното е песъчливо, а в района на късия пролом – от едър и дребен чакъл. Наклонът е 0,7‰.
След село Княжево Тунджа навлиза в дългия и живописен Сремски пролом между Сакар планина на запад и Дервентските възвишения на изток. Проломът е тесен, 100 – 200 m, със стръмни и голи склонове, с каменисто и неравно корито на реката. Между селата Срем и Устрем и малко уширение от 0,8 – 1 km, след което до напускането си България става пак тесен с обезлесени склонове и на места почти каньоновиден. Тук ширината на водното течение е около 60 m, със средна дълбочина от 1 – 2 m.
Източно от село Маточина Тунджа напуска пределите на България и навлиза в Турция. Преди това, около 10 km по течението на реката преминава участък от държавната граница между България и Турция. Влива се отляво в река Марица на 32 m н.в. в чертите на град Одрин.

### Водосборен басейн, граници, притоци
Площта на водосборния басейн на Тунджа възлиза на 8429 km², което представлява 15,9% от водосборния басейн на река Марица. От целия водосборен басейн на българска територия са 7884 km², като обхваща части от 7 области: северната част на област Стара Загора, централната част на област Сливен, над 80% от област Ямбол, източната част на област Хасково, най-северозападната част на област Бургас, малка част от област Пловдив (землището на град Калофер) и много малък участък от област Габрово. Във водосборния басейн на реката се включват териториите на 19 общини, от които 10 броя изцяло и 9 броя частично, с 257 броя населени места и население от 488 хил. души (към 2003 г.).
Границите на водосборния басейн са следните:
От десния бряг на реката при устието ѝ границата се изкачва на североизток по южните разклонения на Сакар планина, южно от село Сладун (община Свиленград) навлиза в българска територия и продължава на североизток по билото на планината до най-високия ѝ връх Вишеград (856 m). От там вододелът завива на север, слиза от Сакар, пресича Манастирските възвишения през най-високия им връх Градище (600 m) и северозападно от село Меден кладенец (Община Тунджа) достига до билото на Светиилийските възвишения. Продължава на северозапад по билото на възвишенията до най-високия им връх Острия чатал (416 m), завива на север и северно от село Старо село достига до билото на Сърнена Средна гора. От там границата продължава на запад по билото на планината, южно от град Калофер завива на север, преминава по планинския праг Стражата и се изкачва до връх Юрушка Грамада в Калоферска планина на Стара планина. В целия този описан участък водосборният басейн на Тунджа граничи с водосборните басейни на реките Кемал (в Турция), Каламица, Левченска река, Голяма река, Сазлийка, Омуровска река, Брезовска река и Стряма, всичките леви притоци на Марица.
От връх Юрушка Грамада на запад до прохода до прохода Вратник на изток вододелът следи билото на Стара планина, съответно билата на Калоферска планина, Шипченска планина, Тревненска планина и Елено-Твърдишка планина, като на север от него остават водосборните басейни на реките Осъм и Янтра от басейна на Дунав.
От прохода Вратник започва границата с водосборните басейни на реките, вливащи се директно в Черно море – Камчия, Айтоска река, Русокастренска река, Средецка река и Факийска река. Границата започва от прохода Вратник, следи билата на Сливенска планина, Стидовска планина и Карнобатска планина и достига в последната до заличеното село Рътлина, където завива на юг. Достига до възвишението Хисар, минава по билото му на запад и продължава на югозапад до връх Асанбаир (515 m), най-високата точка на възвишението Бакаджици. От върха вододелът следи билото на възвишението на югоизток, преминава през няколко изолирани възвишения, достига до полите на Странджа и се изкачва на билото ѝ на българо-турската граница източно от село Странджа, община Болярово.
Около 15 km вододелът следи държавната граница с Турция на запад-югозапад по билото на Дервентските възвишения до най-високата им точка – връх Гюргенбаир (555 m). От върха вододелната граница завива юг-югозапад, преминава източно от град Лалапаша и достига до левия бряг на Тунджа при устието ѝ. В този си последен участък водосборният басейн на Тунджа граничи с водосборните басейни на реките Ергене и Сазлъдери, леви притоци на Марица.
В Тунджа се вливат стотици по-големи и по-малки реки, като основните ѝ притоци са около 60:
→ ляв приток, ← десен приток
- → Капаклийска река
- ← Кабадере
- ← Саплама
- → Тъжа
- → Селската река
- ← Турийска река
- → Габровница (Акдере, влива се в язовир „Копринка“)
- → Лешница (влива се в язовир „Копринка“)
- ← Беглишка река (влива се в язовир „Копринка“)
- ← Калнишка река (влива се в язовир „Копринка“)
- ← Гюрля (Голямата река, влива се в язовир „Копринка“)
- → Варовита река (влива се в язовир „Копринка“)
- → Голямата река
- → Енинска река (Стара река)
- ← Дермендере
- ← Канлъдере
- → Карадере
- → Мъглижка река (Селчанска река)
- → Габровщица
- → Патрокия
- → Ветренска река
- ← Камешница
- → Радова река (влива се в язовир „Жребчево“)
- → Малката река (влива се в язовир „Жребчево“)
- → Твърдишка река (влива се в язовир „Жребчево“)
- → Азмака (влива се в язовир „Жребчево“)
- → Гьокдере (влива се в язовир „Жребчево“)
- ← Сазлъдере (влива се в язовир „Жребчево“)
- ← Кохукдере (влива се в язовир „Жребчево“)
- ← Ракушница (влива се в язовир „Жребчево“)
- → Дълбокия дол (влива се в язовир „Жребчево“)
- ← Габрашка река
- ← Момчилска река
- ← Пандаклъдере
- → Бяла река (Беленска река)
- → Кюпдере
- → Азмака
- → Асеновска река (Куруча)
- → Арка
- → Мочурица (най-голям приток)
- → Старореченска река
- → Козаревска дере
- → Батакдере
- → Мансарлийска река
- → Ада (Овчи кладенец)
- → Боадере (Геренска река)
- → Дереорман
- ← Балахурка (Ченинедере)
- → Поповска река
- ← Синаповска река (Явуздере)
- → Воденична река
- ← Боаза
- ← Касандере
- ← Дериндере
- → Каялъ (в Турция)
- ← Мангара
- → Чемлен (в Турция)
- ← Вишне (влива се в Турция, на българска територия Фишера или Карабашка река)
- → Провади (в Турция)
- ← Маслахат (в Турция)

### Хидроложки показатели
Вътрешногодишното разпределение на оттока в поречието на Тунджа е обусловено от сезонните изменения на оттокообразуващите фактори, характерни за преходния климатичен район, в който попада водосборният басейн на реката с характерни дъждове или неустойчива и краткотрайна снежна покривка през зимния период за ниските зони и задържане на сравнително устойчива снежна покривка през зимата в планинските части на басейна, масови дъждове през пролетта и засушлив период с малко валежи през лятото и есента и високи температури за целия басейн.
В западната Старопланинска част, при град Калофер, пълноводието настъпва през март-април, когато пролетните дъждове се застъпват с масово снеготопене на задържаната по високопланинските части на басейна над 1500 – 1700 m трайна снежна покривка до средата на март. Пълноводието се прекратява през юни и от юли настъпва лятното маловодие.
В по-ниската част на водосборния басейн на реката в източната, югоизточната и южна посока началото на пълноводието се измества към зимата дори и есента. Заедно с това и краят на пълноводието се измества назад с един до два месеца (май, април), като се увеличава дължината на сухия период към началото на пролетта, което е твърде неблагоприятно за растенията и за регулирането на оттока за напоителни цели.
- средни годишни валежни количества – до около 550 mm;
- среден годишен отток – при Калофер 0,47 m³/s, при Елхово 33,5 m³/s, при границата с Турция 39,7 m³/s
- отточен модул – 3 l/s/km²;
- гъстота на речната мрежа във водосборния басейн – от 0,23 km/km² до 0,66 km/km²;
- средна надморска височина на водосборния басейн – 386 m;
- среден наклон на течението на Тунджа – 5,4%;
- коефициент на извитост – 2,1;
- залесеност на водосборния басейн – 33% (2613 km²).

## Селища
По течението на реката в България и Турция общо са разположени 33 населени места, в т.ч. 6 града и 27 села:
Селища в България:
- Област Пловдив

- Община Карлово – Калофер

- Област Стара Загора

- Община Павел баня – Осетеново, Александрово, Павел баня, Виден;
- Община Казанлък – Овощник;
- Община Мъглиж – Ягода, Юлиево, Шаново, Зимница;
- Община Николаево – Нова махала, Николаево;
- Община Гурково – Паничерево;

- Област Сливен

- Община Нова Загора – Баня;
- Община Твърдица – Червенаково;
- Община Сливен – Бинкос, Мечкарево, Самуилово, Крушаре, Желю войвода;

- Област Ямбол

- Община Ямбол – Ямбол;
- Община Тунджа – Завой, Веселиново, Окоп, Ханово, Тенево, Коневец;
- Община Елхово – Елхово;

- Област Хасково

- Община Тополовград – Княжево, Срем.

Селища в Турция:
- Вилает Одрин – Суакаджагъ, Хатипкьой, Дегирменянъ, Авариз, Одрин (най-голямото селище по течението на Тунджа).

## Стопанско значение
В басейна на река Тунджа има изградени 264 язовира с общ обем от 372,2 млн. m³, като основните такива по поречието на главната река са „Копринка“ и „Жребчево“. Това са комплексно значими язовири, имащи съществено значение за напояването на огромни земеделски площи и от съществено значение за регулиране на речния отток и динамиката на водните количества в средното и долно течение. Малка част от водите им се използват и за производство на електроенергия.
Общото годишно водно количество, преминаващо през реката, е 1265,8 млн. m³, от които за стопански нужди (напояване, битово и промишлено водоснабдяване, електроенергия и др.) се използват 245,1 млн. m3. 56,1 млн. m³ от водите на Тунджа се прехвърлят в басейна на Марица за производство на електроенергия, за промишлено водоснабдяване и напояване и на север през Стара планина, в басейна на река Янтра – за питейно-битово водоснабдяване на град Трявна.
От древността долината на реката представлява важен транспортен коридор от запад на изток в горното и средно течение и от север на юг – в средното и долно течение. По долината на реката преминават участъци от два първокласни пътя от Държавната пътна мрежа на България:
- На протежение от 116,2 km от Калофер до Сливен преминава участък от първокласен път № 6 (Европейски коридор Е871) Гюешево – София – Сливен – Бургас.;
- На протежение от 36,6 km от село Окоп до село Гранитово преминава участък от първокласен път № 7 Силистра – Шумен – Ямбол – КПП „Лесово“.

По долината на реката от Калофер до Сливен преминава и част от трасето на Подбалканската жп линия София – Бургас.
Горите във водосборния басейн на Тунджа заемат 2613 km², което представлява 33% от цялата площ на басейна. Залесеността в горната част на басейна (до Сливен) е 56%, а в средната и долната част – 44%. Буковите гори образуват непрекъснат пояс във високите части на Стара планина. В останалите части от речния басейн горските съобщества са представени предимно от нискостъблени дъбови гори, крайречни формации от тополи и върби. В Елховския район са се запазили най-големите в България вътрешни лонгозни гори.

## Топографска карта
- Лист от карта K-35-38. Мащаб: 1 : 100 000.
- Лист от карта K-35-50. Мащаб: 1 : 100 000.
- Лист от карта K-35-51. Мащаб: 1 : 100 000.
- Лист от карта K-35-52. Мащаб: 1 : 100 000.
- Лист от карта K-35-53. Мащаб: 1 : 100 000.
- Лист от карта K-35-54. Мащаб: 1 : 100 000.
- Лист от карта K-35-65. Мащаб: 1 : 100 000.
- Лист от карта K-35-66. Мащаб: 1 : 100 000.
- Лист от карта K-35-78. Мащаб: 1 : 100 000.